# Afrida claricosta
Afrida claricosta är en fjärilsart som beskrevs av Dyar 1913. Afrida claricosta ingår i släktet Afrida och familjen trågspinnare. Inga underarter finns listade i Catalogue of Life.